# Johann Christian Adam Gerhard

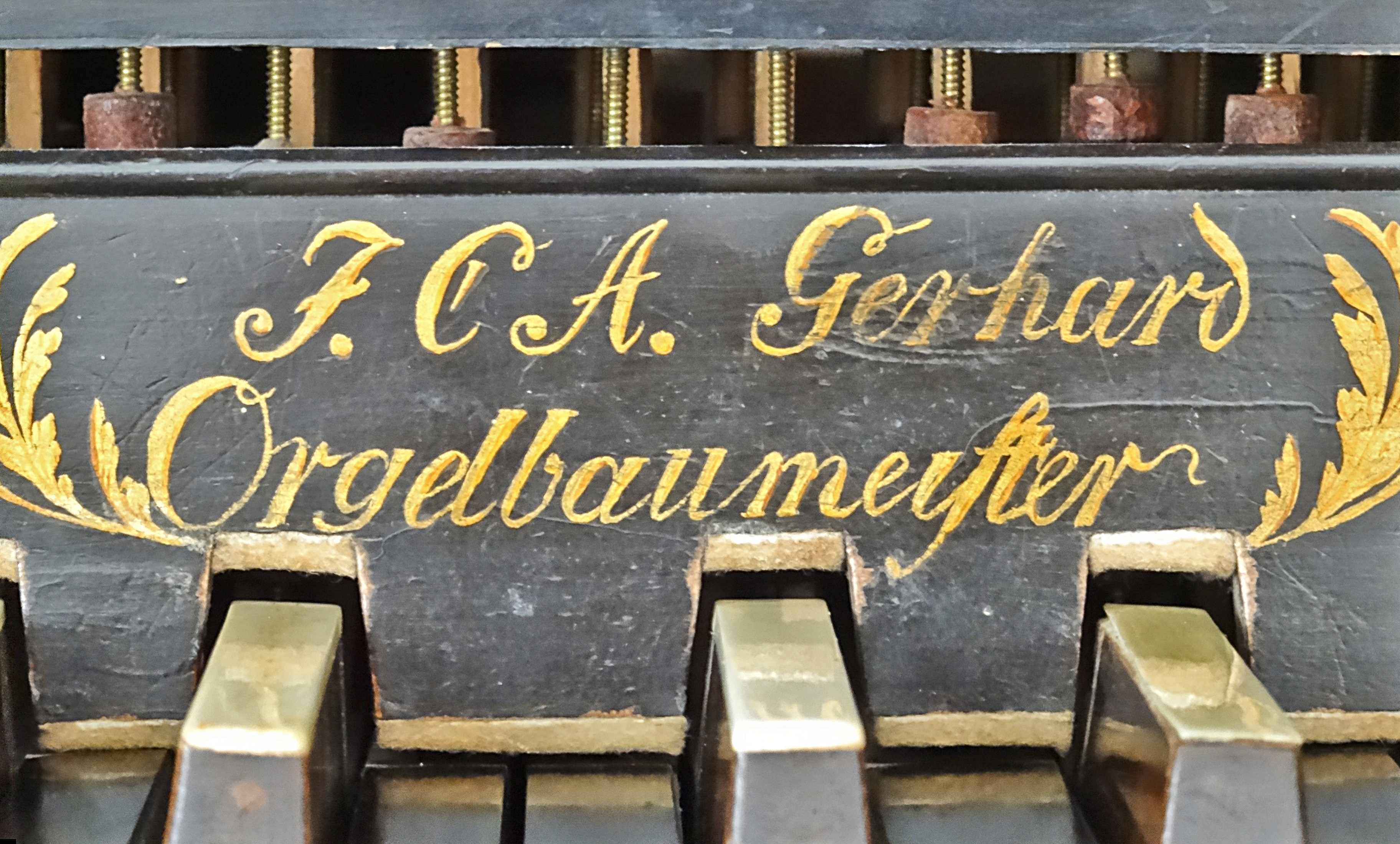
Logo von Johann Christian Adam Gerhard

Johann Christian Adam Gerhard(t) (* 17. August 1780 in Lindig; † 6. Mai 1837 in Dorndorf) war ein deutscher Orgelbauer.

## Leben
Als Sohn des Orgelbauers Christian August Gerhard gehörte Johann Christian Adam zur dritten Generation von Orgelbauern der Familie Gerhard in Thüringen. Er heiratete 1814 nach Dorndorf und verlegte die Werkstatt dorthin, die sein Vater in Lindig betrieben hatte.

## Werke (Auswahl)
| Jahr      | Ort              | Kirche                         | Bild | Manuale | Register | Bemerkungen |
| --------- | ---------------- | ------------------------------ | ---- | ------- | -------- | --- |
| 1812      | Oberbodnitz      | Dorfkirche Oberbodnitz         |      | I/P     | 9        | |
| 1813      | Aue              | Dorfkirche                     |      | I/P     | 11       | |
| 1814      | Kösnitz          | Dorfkirche                     |      | II/P    | 13       | |
| 1817      | Dorndorf         | St. Peterskirche an der Brücke |      | II/P    | 19       | rekonstruiert 1994 |
| 1819/20   | Großobringen     | St. Peter und Paul             |      | II/P    | 20       | später kleinere Umdisponierungen, ansonsten weitgehend erhalten |
| 1820      | Dornburg         | St.-Jacobi-Kirche              |      | II/P    | 29       | fünf Register aus Vorgängerorgel übernommen, fast vollständig erhalten |
| 1819–1821 | Reichardtswerben | Ev. Kirche                     |      | II/P    | 19       | |
| 1821      | Hainichen        | Trinitatiskirche               |      | II/P    | 14       | |
| 1822      | Jena             | St. Johannes Baptist           |      | I/p     | 9        | 1910 abgebrochen |
| 1822      | Isserstedt       | Ev. Kirche                     |      | II/P    | 19       | 2002 restauriert |
| 1823      | Troistedt        | St. Jakobus der Ältere         |      | II/P    | 18       | restauriert 1994–1998 → Orgel |
| 1824      | Kötschau         | Dorfkirche                     |      | I/P     | 9        | Restaurierung, Einbau neuer Prospektpfeifen 2018 |
| 1824      | Seitenroda       |                                |      |         |          | |
| 1824      | Leuchtenburg     |                                |      |         |          | Nicht erhalten |
| 1825      | Lichtenau        | Ev. Kirche                     |      | I/p     | 9        | Prospektpfeifen 1917 ausgebaut; 1958 Einbau eines elektrischen Gebläses; im Jahrhundertsommer 2003 durch Hitze und Trockenheit beschädigt, ist die Orgel nur noch eingeschränkt spielbar          |
| 1828      | Casekirchen      | Ev. Kirche                     |      | II/P    | 16       | |
| 1830      | Olbersleben      |                                |      | II/P    | 26       | Orgel zerlegt erhalten |
| 1831      | Leislau          |                                |      | I/P     | 8        | 1831 umgebaut |
| 1832      | Schorba          |                                |      |         |          | Verbleib nicht bekannt |
| 1834      | Köthnitz         | Dorfkirche                     |      | I/P     | 9        | → Orgel |
| 1834      | Saalborn         | Ev. Kirche                     |      | II/P    | 12       | Das Klangbild ist klassizistisch-frühromantisch beeinflusst. Windladen, Trakturen und Teile des Pfeifenwerkes sowie des Gehäuses sind ursprünglich erhalten. Das Instrument ist denkmalgeschützt. |
| 1835      | Wickerstedt      | St. Vitus                      |      | II/P    | 20       | letztes Werk, stark verändert. → Orgel |